# 公共信託
公共信託（こうきょうしんたく）または、公共信託論（こうきょうしんたくろん）とは、政府や地方政府は、一般公衆から公物の管理の信託を受けているのであり、一般公衆の利益に沿った管理をすべき義務があるとする考え方のことである。ローマ法における「公共信託理論」は河川、海岸、空気等は一般公衆が自由に阻害されないで使うことができるように、政府が信託されて保管しているという考えの上に組み立てられていた。
J.L.サックスによると、公共信託の理論は下記の３つの関連する原則の上に立っている。
1. 大気や水のような一定の利益は市民全体にとってきわめて重要なので、それを私的所有権の対象にするのは賢明ではない。
2. 大気や水は、個々の企業のものというよりは、自然の恵みにあずかることきわめて大であるから、個人の経済的地位にかかわりなく、すべての市民が自由に利用できるようにされるべき。
3. 公共物を、広範な一般的使用が可能な状態から私的利益のために制限的なものに分配し直したりしないで、むしろ一般公衆の利益を増進することが政府の主要な目的である[2]。